# Кравець Степан Миколайович
Степан Миколайович Кравець (нар. 25 грудня 1951, с. Малі Бірки) — український літератор, педагог. Член НСЖУ (2002), літературного об'єднання Тернопільської обласної організації НСПУ. Лауреат Премії імені Іванни Блажкевич (2002).

## Життєпис
Народився 1951 року, в селі Малі Бірки Гусятинського району Тернопільської області, нині Україна.
Закінчив Тернопільський педагогічний інститут (1980, нині національний педагогічний університет).
Від 1976 — викладач Тернопільського ПТУ № 3.

## Доробок
Автор численних публікацій в українській і закордонній пресі, виступав на радіо.

### Книжки
- «Джерела серця» (2001)
- «Дорога до тебе» (2002, співавтор).